# Gustav Karl Laube
Gustav Karl Laube (9. januar 1839 i Teplitz i Böhmen – 12. april 1923 i Prag) var en østrigsk geolog.
Laube blev 1867 privatdocent i palæontologi ved Universitetet i Wien, deltog 1869—70 som geolog i 2. tyske Nordpolsekspedition og drev da sammen med den forulykkede Hansas besætning på isflager ned langs Grønlands østkyst. Året efter sin hjemkomst blev han ansat som lærer ved den tyske tekniske skole i Prag; 1876—1910 virkede han som professor i geologi og palæontologi ved det tyske universitet i samme by. 
1879 ledede han de arbejder, der blev foretagne for at råde bod på udtørringen af de i Teplitz værende varme kilder; taknemmelig for det fortrinlige resultat heraf udnævnte byen ham til æresborger. Hans vigtigste arbejde er: Die Fauna der Schichten von St. Cassian (5 bind,
1865—70); har desuden skrevet en mængde afhandlinger især om fossile echinodermer og om Böhmens geologi, ligesom han har offentliggjort sine geologiske iagttagelser fra Sydgrønland.